# Куцеволівська сільська рада
| Куцеволівська сільська рада — колишній орган місцевого самоврядування у Онуфріївському районі Кіровоградської області з адміністративним центром у с. Куцеволівка. Сільській раді підпорядковані населені пункти: - с. Куцеволівка - с. Ясинуватка |

## Склад ради
Рада складалася з 20 депутатів та голови.

### Керівний склад ради
| ПІБ                            | Основні відомості                                                                  | Дата обрання | Дата звільнення |
| ------------------------------ | ---------------------------------------------------------------------------------- | ------------ | --------------- |
| Коваленко Микола Володимирович | Сільський голова, 1961 року народження, освіта, член Соціалістичної партії України | 26.03.2006   | 31.10.2010      |
| Коваленко Микола Володимирович | Сільський голова, 1961 року народження, освіта вища                                | 31.10.2010   |                 |

Примітка: таблиця складена за даними джерела

## Населення
Згідно з переписом УРСР 1989 року чисельність наявного населення сільської ради становила 2184 особи, з яких 921 чоловік та 1263 жінки.
За переписом населення України 2001 року в сільській раді мешкало 1807 осіб.

### Мова
Розподіл населення за рідною мовою за даними перепису 2001 року:
| Мова       | Відсоток |
| ---------- | -------- |
| українська | 97,16 %  |
| російська  | 2,39 %   |
| молдовська | 0,28 %   |
| білоруська | 0,11 %   |
| вірменська | 0,06 %   |